# Navarre, Florida
Navarre är en ort (CDP) i Santa Rosa County, i delstaten Florida, USA. Enligt United States Census Bureau har orten en folkmängd på 31 378 invånare (2010) och en landarea på 59,6 km².